# Torre de telecomunicacions de Girona
La torre de telecomunicacions de Girona, popularment coneguda com a Pirulí, és una torre de telecomunicacions de 112 metres d'alçada que es pot observar des de molts llocs de Girona. Instal·lada a la zona de les Pedreres, entre la zona de Font de la Pólvora i el Polvorí, va començar a ser construïda l'agost de 1990. El setembre de 1991 ja estava enllestida i va ser inaugurada pel llavors ministre d'Obres Públiques i Transports Josep Borrell el dia 25 de gener de 1992. La inversió de Telefónica d'Espanya va ser de 700 milions de pessetes (4,2 milions d'euros), dels quals 25 milions foren pel terreny; en paraules del ministre, s'havia convertit "en un dels punts més avançats del país en infraestructura de comunicacions".

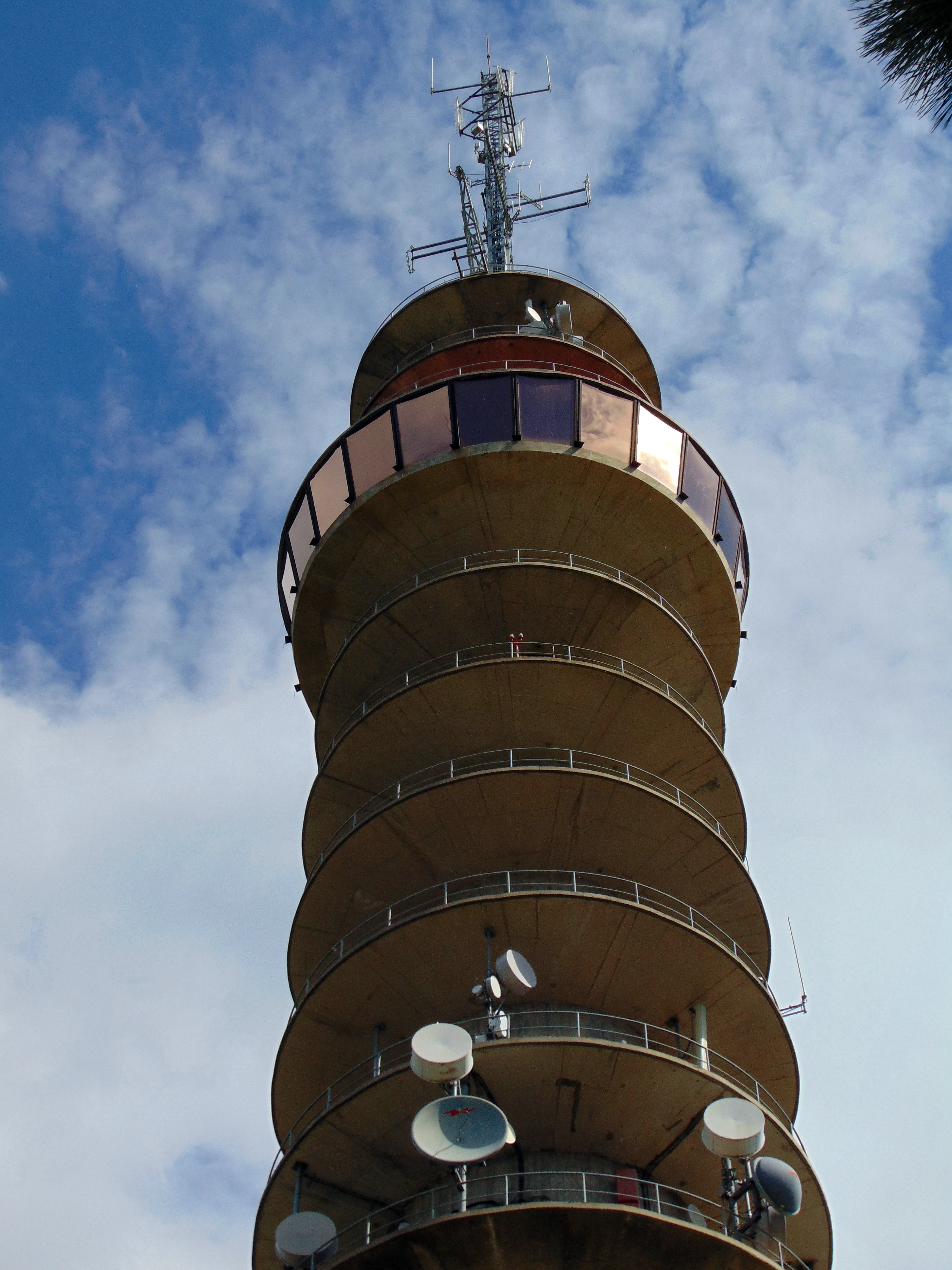
Vista propera de la torre

## Característiques
La torre disposa de nou plataformes obertes, per instal·lar-hi paràboles, i una plataforma tancada per a aquelles paràboles que tenen l'equip de ràdio incorporat. La base de cimentació té 17 metres de diàmetre i està col·locada sobre tres metres de formigó damunt la roca. La torre té una altura sobre el nivell del sòl de 112 metres (més o menys un edifici de 30 plantes). L'altura del fust de formigó és de 82 metres i l'altura del màstil metàl·lic de 30 metres. Disposa d'una panoràmica excepcional de la comarca i, més en concret, del Parc de les Pedreres on s'ubica, la vall de Sant Daniel, les Gavarres i l'àrea urbana de Girona ciutat i el seu entorn. Hi ha un total de 412 esglaons per pujar fins a la base metàl·lica. Té forma troncocònica amb base circular i un tronc de formigó. El diàmetre exterior, a la base és de 9 metres, i de 4,4 metres a la cota 80. Al costat de la torre, s'hi va construir un edifici de 500 metres quadrats i dues plantes. De nit, des del Montseny als Àngels, són ben visibles les balises d'alta intensitat situades a 55 i 112 metres. La torre pot tenir un moviment de 2 centímetres amb un vent de 120 km/h. En la part superior s'hi troben unes làmines circulars on s'ubiquen les parabòliques i antenes. Com a curiositat, es van aconseguir 80 metres de torre de formigó en poc més d'un mes (uns 3 metres per dia).